# Camp Douglas
Camp Douglas è un comune degli Stati Uniti, situato in Wisconsin, nella Contea di Juneau.